# Antiochus X Eusebes

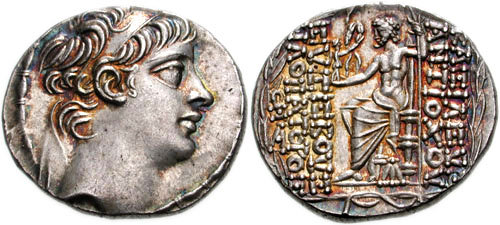
tetradrachme van Antiochus X Eusebes.

Antiochus X Eusebes Philopator was koning van het Seleucidenrijk, of althans een van de mededingers in de ingewikkelde familievete die de nadagen van het rijk kenmerkte.
Het begin van zijn regering is waarschijnlijk 95 v.Chr. Zijn eerste wapenfeit was het verslaan van zijn verwant Seleucus VI Epiphanes, waarmee hij wraak nam voor de dood van zijn vader Antiochus IX Cyzicenus. De bijnamen die hij aannam zijn kenmerkend voor zijn verhaal: Eusebes (een titel die zijn vader droeg) en ook Philopator (vader-liefhebbend) zijn bedoeld zijn vader te eren. Nadien regeerde hij in Antiochië en omgeving, maar hij was in een eindeloze strijd gewikkeld met de vier broers van Seleucus VI, de Nabateeërs en de Parthen. 
Zijn einde is niet helemaal duidelijk; Josephus denkt dat hij rond 90 v.Chr. gesneuveld is tegen de Parthen. Het is zeker zo dat Antiochië in die tijd verloren ging aan Philippus I Philadelphus. Echter Appianus stelt dat hij verslagen werd door de Armeense koning Tigranes II. Deze viel Syrië binnen rond 83 v.Chr. Als dat waar is is het niet duidelijk wat zijn wederwaardigheden in de tussentijd geweest zijn. Een zoon van Antiochus X en zijn vrouw Cleopatra Selena I, werd onder de naam Antiochus XIII Asiaticus, vazalkoning gemaakt in Syrië nadat de Romeinse generaal Pompeius Tigranes verslagen had.